# William Auchterlonie
William Auchterlonie (1872-1963) var en skotsk golfspelare.
Auchterlonie bodde i golfens hemstad St Andrews. Han vann 1893 års The Open Championship när han var 21 år och 24 dagar gammal och 2005 är han fortfarande den näst yngste efter Tom Morris Jr som har vunnit tävlingen. Det blev dock hans enda majorseger.
Auchterlonie var honorary professional på Royal and Ancient Golf Club of St Andrews 1935-1963. Efter hans död efterträdde hans son, Laurie, honom på den posten.
Han började sitt arbetsliv som lärling hos en klubbtillverkare och senare grundade han tillsammans med sin bror, Laurence, ett eget klubbtillverkningsföretag som han drev under nästan hela sitt vuxna liv. Williams son drev företaget vidare efter hans död och klubbor tillverkade av Laurie Auchterlonie är idag eftertraktade samlarobjekt.
I St Andrews finns en golfshop kallad Auchterlonie's. Han var även med och ritade golfbanor.
| Majorsegrare genom tiderna                                                                                             |               |                      |                   |                  |
| 200 olika spelare har vunnit i herrarnas majortävlingar. William Auchterlonie var den 18:e spelaren som vann en major. |               |                      |                   |                  |
| 1:a | 17:e          | 18:e                 | 19:e              | 200:e            |
| Willie Park Sr | Harold Hilton | William Auchterlonie | John Henry Taylor | Louis Oosthuizen |
| Lista över golfens majorsegrare                                                                                        |               |                      |                   |                  |